# Robert Baldock
Pour les articles homonymes, voir Baldock (homonymie).
Robert Baldock, né à une date inconnue au XIIIe siècle et mort le 28 mai 1327 à Londres, est un ecclésiastique anglais, qui exerce sous le règne d'Édouard II les postes de Lord du sceau privé, puis de Lord grand chancelier.

## Biographie

### Origines, premiers postes et Lord du sceau privé
L'origine exacte de Robert Baldock est inconnue, mais il est probablement né à Baldock, dans le Hertfordshire. Il est un parent — sans doute un neveu — de Ralph Baldock, évêque de Londres dont il est l'exécuteur testamentaire à sa mort en 1313. Le frère de Robert Baldock, Richard, a lui aussi servi comme fonctionnaire royal. Dans sa jeunesse, Robert Baldock part étudier à l'Université d'Oxford, où il obtient son diplôme en droit canonique en 1294. Baldock est au service du roi Édouard II, pour lequel il remplit des missions diplomatiques en France et en Écosse. Il est ensuite nommé Lord du sceau privé le 27 janvier 1320 par le roi. Baldock devient par la suite prébendier d'Aylesbury en août 1320. Il acquiert ainsi une grande influence politique sur le roi, dont il est par intermittences le secrétaire. La candidature de Baldock au poste de Lord du sceau privé résulte très probablement de l'influence qu'a le Lord chambellan Hugues le Despenser sur Édouard II. 
Robert Baldock est également nommé contrôleur de la garde-robe royale, ce qui lui assure une place privilégiée à la cour. Cette nomination est une entrave aux Ordonnances de 1311, imposées par les barons réformateurs et dont le roi veut se débarrasser à la première occasion. Au printemps 1320, Baldock accompagne le roi en France. Il s'installe quelque temps à Wissant puis rejoint Édouard à Paris où il rend le 29 juin 1320 l'hommage au roi de France Philippe V le Long pour ses possessions continentales. De retour en Angleterre en septembre 1320, Baldock est chargé par le roi de négocier l'extension de la trêve avec le roi d'Écosse Robert Bruce. Le 28 juin 1321, les barons rebelles hostiles aux favoris du roi, auréolés de leurs succès récents au cours de la guerre des Despenser, réclament entre autres la démission de Robert Baldock de son poste de Lord du sceau privé et son renvoi de la cour lorsqu'ils préparent la mise en place de réformes à Sherburn-in-Elmet. Toutefois, le roi Édouard écrase au début de l'année 1322 les barons rebelles et maintient Baldock dans ses fonctions.

### Chancelier royal, chute et mort
Une fois les barons de l'opposition éliminés, Édouard II poursuit son règne de manière oppressive. Baldock demeure au sein du gouvernement du roi : il quitte son poste de Lord du sceau privé le 8 juillet 1323 mais est nommé peu après Lord grand chancelier le 20 août 1323. En mai 1323, il est chargé par le roi d'entamer des pourparlers de paix avec Robert Bruce. Baldock soutient le roi lorsque celui-ci entre en conflit avec Adam Orleton, évêque de Hereford, Jean de Stratford, évêque de Winchester, Henry Burghersh, évêque de Lincoln, John Hotham, évêque d'Ely, et John Droxford, évêque de Bath et Wells. Édouard II récompense son chancelier en lui accordant de nombreux bénéfices ecclésiastiques ainsi que le poste d'archidiacre du Middlesex. Néanmoins, cette promotion de Baldock suscite l'opposition du pape Jean XXII, notamment lorsque le roi propose de nommer Baldock évêque de Norwich : élu évêque le 23 juillet 1325 par le chapitre de la cathédrale de Norwich, il renonce finalement au poste le 3 septembre pour éviter un conflit entre Édouard II et Jean XXII, qui a imposé William Airmyn à sa place,.
Le 2 octobre 1326, Baldock s'enfuit de Londres avec le roi et Hugues le Despenser à la suite de l'éclatement d'une rébellion conduite par la reine Isabelle. Édouard et ses quelques fidèles espèrent recueillir du soutien au pays de Galles mais l'invasion de la reine bénéficie désormais de trop de soutiens pour pouvoir être repoussée. En son absence, Baldock est déchu de son poste de Lord chancelier par les rebelles le 26 octobre. Il est finalement capturé avec Édouard et Despenser à Llantrisant le 16 novembre. Il est incarcéré à Hereford, tandis que Hugues le Despenser est exécuté sur ordre de la reine. Retenu pendant l'hiver qui suit à Hereford, Baldock attend son sort, tandis que le roi Édouard II est déposé par le Parlement le 13 janvier 1327. Peu après, l'évêque Adam Orleton ordonne que Baldock soit transféré à la maison d'arrêt de Londres en février 1327 pour y être jugé,. Cependant, une foule de Londoniens envahit le bâtiment où est enfermé Baldock et le moleste gravement avant de le jeter à la prison de Newgate. Baldock y meurt quelques mois plus tard, affaibli par ses blessures ainsi que les tourments infligés par ses codétenus.